# Janis Ritsos

Janis Ritsos

Janis Ritsos lub Ricos (gr.: Γιάννης Ρίτσος) (ur. 1 maja 1909, zm. 11 listopada 1990) – poeta grecki.
Od 1931 był związany z greckim ruchem robotniczym i komunistycznym. W okresie II wojny światowej działał w sekcji kulturalnej Greckiego Frontu Wyzwolenia Narodowego (EAM) i Greckiego Ludowego Wojska Wyzwoleńczego (ELAS). Po wojnie był wielokrotnie więziony w greckich obozach rządowych. Twórczość Ritsosa obejmowała m.in. poematy, miniatury liryczne, dramaty. Stała się symbolem walki o wolność i sprawiedliwość. Jest osadzona w greckiej tradycji i wyraża egyzencjonalną refleksję nad przenikaniem mitów - modeli historycznego i teraźniejszego oraz opiewa piękno świata.

## Wybrane zbiory wierszy
- 1938: Eariní simfonía (Εαρινή συμφωνία)
- 1940: To emwatírio tu okieanú (Το εμβατήριο του ωκεανού)
- 1943: Dokimasía (Δοκιμασία)
- 1972: Chironomíes (Χειρονομίες)
- 1981: Ta eroticá (Τα ερωτικά)

Polski wybór jego utworów z różnych lat ukazał się w 1980 w zbiorku Sonata księżycowa. Poematy i wiersze.